# Листовёртка плоская калиновая
Листовёртка плоская калиновая (лат. Acleris schalleriana) — вид бабочек из семейства листовёрток. Номинативный подвид распространён в Западной Европе, Европейской части России, на Кавказе, Южной Сибири, Приуралье, Амурской области, и Китае; в Северной Америке обитает подвид A. s. viburnana. В Европе гусеницы живут в свёрнутых листьях некоторых видов калины, в том числе калины гордвины и калины обыкновенной. В анабиоз впадают в имагональной стадии. Размах крыльев бабочек 16—20 мм. Передние крылья серовато-белые с буро-чёрным костальным пятном, которое достигает вершины крыла.